# Ksenofilia
Ksenofilia (stgr. ξένος ksenós – obcy, gość; φιλία, philia – „przyjaźń” lub „upodobanie”) – bezkrytycznie manifestowana otwartość i sympatia wobec wszystkiego, co odmienne w danej kulturze.

## Myśl polityczna
Przesadna, przekraczająca granice zdrowego rozsądku tolerancja, w stosunku do cudzoziemców i ich odmiennej kultury prowadzi do przeświadczenia, że wszystko co obce jest lepsze. Skrajną formą ksenofilii, prowadzącą do odrzucenia wszystkiego co rodzime i kultu cudzoziemszczyzny (inności kulturowej, obcości), jest ksenolatria (przeciwieństwo etnocentryzmu). Taka postawa wywołuje konflikty, utrudnia relacje międzykulturowe, a w konsekwencji staje się przyczyną izolacji przedstawicieli innych kultur. Demonstrowanie takiego nastawienia może być niewymuszone, ale również wynikać z pragnienia zdobycia popularności, czy być przejawem tzw. poprawności politycznej, wyrachowania, albo mody. Wynikające z przeświadczenia o atrakcyjności, tego co odmienne, stereotypy wykazują wiele sprzeczności, są bowiem formułowane mimo niewielkiego doświadczenia na podstawie różnych źródeł wiedzy, mogą też być inspirowane i nie są jednakowo podzielane przez wszystkich. Obcy mogą być jednocześnie okrutni i dobrzy, sympatyczni i przerażający, perfidni i przyjacielscy.

## Psychologia
Jest też przedmiotem badań psychologii. Jako postawa otwartości kulturowej i poszukiwania kontaktów jest prawdopodobnie powiązana z cechami osobowości.